# Chris Bellard
Christopher «Chris» Bellard (Los Angeles, 16 de juny de 1979). també conegut pel seu nom artístic, Young Maylay, és un raper, productor discogràfic i actor de veu estatunidenc de Los Angeles, Califòrnia. És el més conegut per haver proporcionat la veu de Carl "CJ" Johnson al videojoc Grand Theft Auto: San Andreas (2004).

## Joventut
Christopher Bellard va néixer i es va criar a Los Angeles (Califòrnia, Estats Units d'Amèrica) enmig de la violència de bandes i cançons gangsta rap en una zona marginal i en situació de pobresa, que va inspirar la seva carrera de cantant de rap. Bellard és el cosí de l'actor de veu Shawn Fonteno, que van donar la veu a Franklin Clinton, un dels protagonistes de Grand Theft Auto V (2013).

## Carrera musicals

### Inici de la carrera: 2000–2005
Va iniciar la seva carrera de rap el 2000. Amb l'ajuda de King T, Maylay va fer la seva primera aparició a Thug Thisle de Killa Tay, amb la cançó «# 1 Hottest Coast (Killa Cali)» el 2000. Posteriorment va aparèixer a Summer Heat de Rodney O & Joe Cooley el 2002. Des de llavors, ha estat presentat en molts llançaments a tota la costa oest dels Estats Units. Maylay va escriure la major part de l'àlbum Ruthless Chronicles de King T.
Va fundar el seu segell discogràfic independent el 2005 amb els diners de GTA San Andreas i va llançar el seu àlbum de debut el mateix any.

### Etapa prèvia a Lench Mob Records: 2006 - 2008
El 2006, Maylay va ser presentat al senzill What Will It Be de Deeyah en un vídeo musical. El mateix any, va aparèixer a CT Experience de DJ Crazy Toones (va ser la primera col·laboració del trio DJ Crazy Toones, WC i Young Maylay). El 2007 el trio va començar a treballar a l'àlbum The Real Coast Guard de Maylay. L'àlbum es va publicar el 2008 i més tard aquell any, WC va cantar junt amb Young Maylay a Bigg Swang Records / Lench Mob Records.

### Etapa a Lench Mob Records: 2008 - present
Lench Mob Records es va crear el 2006 per publicar les gravacions d'Ice Cube i WC, però més tard es van cantar altres artistes, com Young Maylay, qui era considerat un veterà per Ice Cube. DJ Crazy Toones va crear dos blogs per a Maylay, el primer es diu Who's Young Maylay? Mix Blog i el segon Young Maylay, WC & Bad Lucc Mix Blog. Young Maylay va treballar en tres àlbums, per ell mateix, WC i Crazy Toones. El jove Maylay va destacar en dues cançons d'Ice Cube anomenades «Y'all Know Who I Am» i «Too West Coast» a l'àlbum I Am the West.
El 2010, Young Maylay va destacar en dues cançons de l'àlbum DJ Premier Presents Year Round Records - Get Used To Us. La cançó «Temptation» és una actuació en solitari, mentre que la cançó «Ain't Nuttin» de Change (remix) és un esforç col·laboratiu amb Blaq Poet i MC Eiht.

## Grand Theft Auto: San Andreas
Maylay estava treballant a Nova York quan va rebre una trucada telefònica de DJ Pooh, que estava en una reunió amb el personal de Rockstar Games. Van iniciar una conversa sobre música que, sense saber-ho Malay, es va sentir per l'altaveu del telèfon. El personal de Rockstar va escoltar la conversa i, després de finalitzar la conversa entre els dos, va animar a Pooh a que Maylay es presentés a la seva audició. Unes setmanes després de l'audició, Rockstar va revisar les cintes i va decidir sobre Maylay el paper del personatge principal del videojoc Grand Theft Auto: San Andreas, Carl "CJ" Johnson.
En el videojoc, Maylay va actuar junt amb famosos, com els actors Samuel L. Jackson, James Woods, Peter Fonda, Clifton Powell, Faizon Love, Big Boy, David Cross, Andy Dick, Chris Penn, Danny Dyer, Frank Vincent, Sara Tanaka, Charlie Murphy i William Fichtner, i els rapers Ice-T, MC Eiht, Chuck D, The Game, Kid Frost i Yo-Yo, i els músics George Clinton, Axl Rose i Shaun Ryder.

## OBG Rider Clicc
OBG Rider Clicc és el trio de rap de Young Maylay (amb Young Dre The Truth i Killa Polk). El grup que va aparèixer per primera vegada a l'àlbum de Young Dre The Truth anomenat Revolution In Progress The Movement amb el senzill Let's Get The Game Bacc Right, i més tard va aparèixer amb Compton Cavie, Dresta i BG Knocc Out amb la cançó «Wes Indeed»', en l'àlbum Cali Luv (2007) de Celly Cel.

## Maylaynium Muziq
Malaynium Muziq és el segell discogràfic independent de Young Maylay amb seu a Studio City, Califòrnia. Les seves recopilacions es van publicar amb aquesta etiqueta.

## Discografia
- San Andreas: The Original Mixtape (2005)
- The Real Coast Guard (2008)

## Filmografia

### Pel·lícules
| Any  | Títol            | Paper                   | Notes |
| ---- | ---------------- | ----------------------- | --- |
| 2004 | The Introduction | Carl "CJ" Johnson (veu) | Curtmetratge sobre el videojoc Grand Theft Auto: San Andreas, on es mostren els fets ocorreguts abans de la història del videojoc. |

### Videojocs
| Any  | Títol                         | Veu               | Notes |
| ---- | ----------------------------- | ----------------- | ----- |
| 2004 | Grand Theft Auto: San Andreas | Carl "CJ" Johnson |       |

### Televisió
| Any  | Títol                  | Paper | Notes |
| ---- | ---------------------- | ----- | ----- |
| 2014 | The Brodies            | Mario |       |
| 2018 | Dogstar: High School 2 |       |       |